# Рас-Альгеті
Координати:  17г 14м 38.858с, +14° 23′ 25.20″
Рас-Альгеті (α Геркулеса, α Her, α Herculis) — кратна зоря в сузір'ї Геркулеса. Її власна назва походить з араб. رأس الجاثي, що в перекладі означає «голова схиленого на колінах». Попри позначення Байєра як α, зоря не найяскравіша в сузір'ї. Справа в тому, що з античності Геркулеса зображували на зоряних мапах головою вниз, а позначення зорям надавали починаючи з голови традиційного малюнка. Оскільки зоря розміщена на голові, то вона й отримала позначення α.

## Зоряна система
Спостерігаючи у телескоп цю зоряну систему можна розділити на дві компоненти, що здебільшого позначають як α1 та α2. Вони розташовані одна на відстані близько 500 а.о. одна від одної та обертаються з періодом близько 3600 років. Компонента α1 є відносно масивним яскравим червоним  надгігантом спектрального класу M5Ib-II й належить до змінних зір, бо змінює свій видимий блиск від 2,8m до 3,5m. У свою чергу, компонента α2 є насправді подвійною системою, у якій головна зоря є жовтим субгігантом спектрального класу G5III, а її супутник — зорею головної послідовності спектрального класу F2V. Інколи, зазначені три компоненти відповідно позначають ще як α Геркулеса A, Ba та Bb.

## Фізичні характеристики
Кутовий діаметр червоного надгіганта α1 Her було виміряно за допомогою інтерферометра на рівні
34 ± 0.8 кутових мілісекунд, або 0,034 кутової секунди. На відстані близько 110 парсек це відповідає радіусу зорі 280 мільйонів кілометрів, що приблизно дорівнює 400R☉ або 1,87 а.о.. 

## Зовнішні посилання
- Jim Kaler's Stars, University of Illinois: RASALGETHI (Alpha Herculis) [Архівовано 8 липня 2013 у WebCite]
- Атлас Всесвіту: Орбіти кратних зір [Архівовано 23 грудня 2019 у Wayback Machine.]
- Перевернутий догори ногами Геркулес містить зорю Рас Альґеті саме в області своєї голови:  Геркулес